# Gansingen
Gansingen (toponimo tedesco) è un comune svizzero di 1 030 abitanti del Canton Argovia, nel distretto di Laufenburg.

## Monumenti e luoghi d'interesse

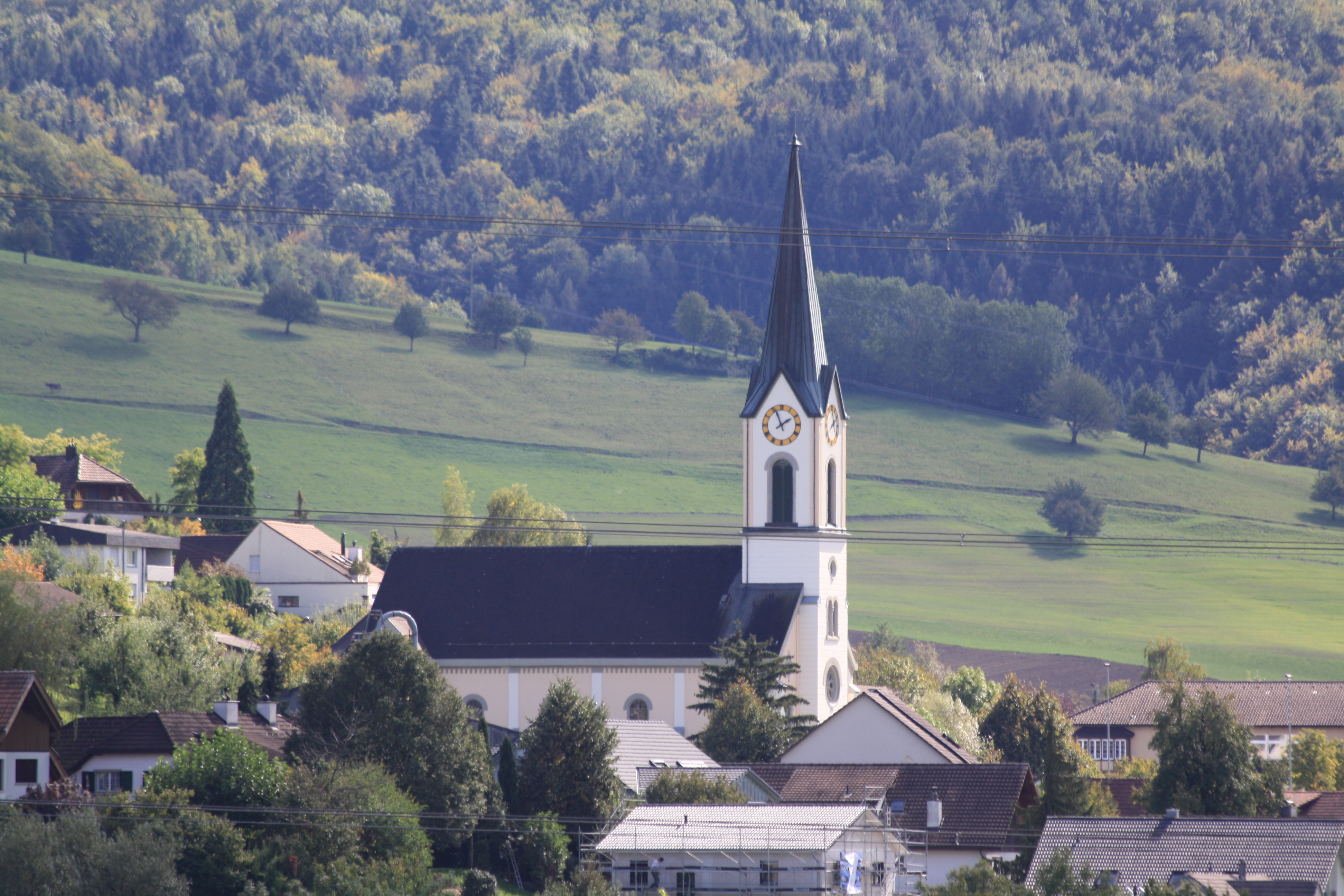
La chiesa cattolica di San Giorgio

- Chiesa cattolica di San Giorgio, attestata dal 1240 e ricostruita nel XIX secolo[1].

## Società

### Evoluzione demografica
L'evoluzione demografica è riportata nella seguente tabella:
Abitanti censiti

## Amministrazione
Ogni famiglia originaria del luogo fa parte del cosiddetto comune patriziale e ha la responsabilità della manutenzione di ogni bene ricadente all'interno dei confini del comune.